# Peridontopyge crucifera
Peridontopyge crucifera är en mångfotingart som beskrevs av Demange 1972. Peridontopyge crucifera ingår i släktet Peridontopyge och familjen Odontopygidae. Inga underarter finns listade i Catalogue of Life.